# Манин, Даниэле

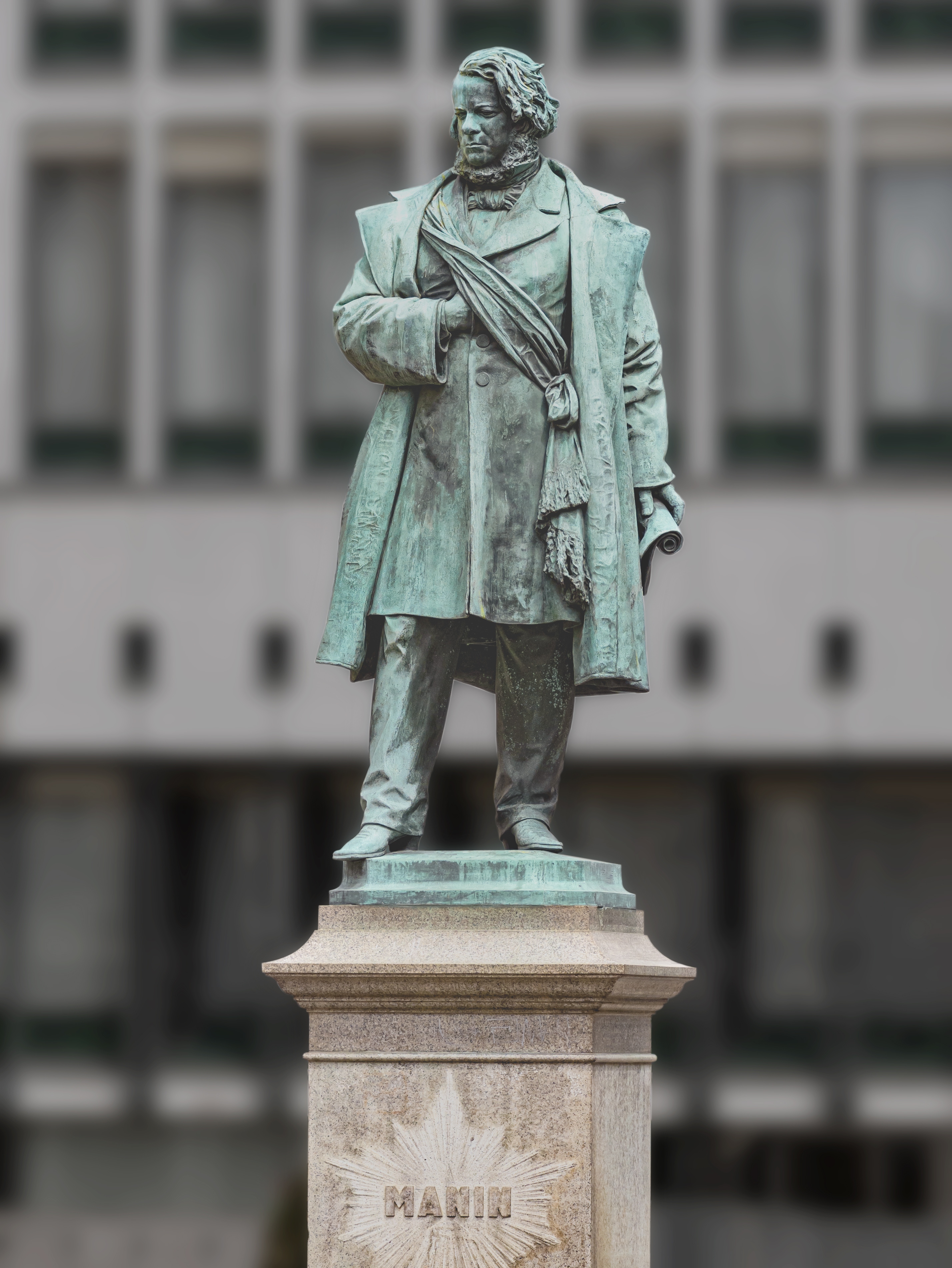
Памятник Манину в Венеции.

Даниэле Манин (итал. Daniele Manin; 13 мая 1804, Венеция — 22 сентября 1857, Париж, Франция) — итальянский адвокат, политический и военный деятель, глава Рисорджименто на территории Венеции. По мнению многих итальянских историков — герой объединения Италии.

## Биография
Третий сын в семье адвоката Петра и Анны Марии Беллотто. Его дед, Самуэль Медина, имел еврейское происхождение, но в 1759 году перешёл в христианство и взял себе фамилию своего покровителя, Людовико Манина.
Изучал право в Падуе, в 1821 году, в 17-летнем возрасте, получил степень по праву и начал адвокатскую практику в родном городе, Венеции, также занимаясь судебно-медицинской деятельностью. Человек большой учености и глубокий правовед, с раннего возраста проникся глубокой ненавистью к Австрии.
В 1824 году он женился на Терезе Периссинотти (1795—1849), которая принадлежала к аристократической венецианской семье с большими землевладениями в Венеции, Местре, а также в районе Тревизо.
Кроме того, в 1824 году он сделал перевод на Пандектах от Юстиниана и в 1847 году большого трактата о законе венецианском, который также был переведен на французский язык.

## Революционная деятельность
Первоначально не проявлял интереса к политике и не состоял в обществе карбонариев или какой-либо иной революционной группе, однако вскоре после дела двух венецианских националистов, братьев Аттилио (1811—1844) и Эмилио Бандьера (1819—1844), в 1847 году, резко изменил свои взгляды и вместе с Никколо Томмазео возглавил венецианских патриотов, выступавших против господства над Венецией Австрийской империи.
В конце 1847 года он представил в Конгрегацию, полностью зависимый от австрийцев орган власти в Венеции, петицию о предоставлении городу самоуправления, в результате чего был 18 января 1848 года арестован и вместе с Томмазео заключён в австрийскую тюрьму за свою патриотическую деятельность, что привело, однако, к росту национального движения в городе и требованиям освободить заключённых. В марте 1848 года, когда во всей Италии начались восстания, горожане вынудили австрийского губернатора 17 марта освободить узников.
После освобождения Манин был после окончательного изгнания австрийцев 27 марта избран президентом провозглашённой Республики Сан-Марко. Манин стал проводить либеральную политику, уравнял в правах евреев (будучи сам наполовину евреем), ввёл избирательное право для всего взрослого населения, выступал за единство Италии, но не хотел аннексии Пьемонта Италией, надеясь на французскую помощь; тем не менее 7 августа, уступив требованию большинства, он передал власть над страной пьемонтцам и неохотно согласился с планом объединения Венеции и Пьемонт-Сардинии в рамках будущего объединения всей Италии. Однако когда после поражения при Кустоце сардинский король Карл Альберт 11 августа заключил с Австрией перемирие (известно как «Перемирие Саласко»), согласно которому оставлял Ломбардию и Венецию в пользу австрийцев, взбешённые венецианцы хотели расправиться с пьемонтскими комиссарами, Манин с большим трудом спас их жизни. Выступивший перед возмущенными массами Манин старался успокоить их, заявив, что через два дня будет образовано республиканское правительство и что в течение 48 часов он «сам будет править». Комиссары вынуждены были сложить с себя полномочия и уехать из Венеции. После этого 11 августа была созвана Ассамблея, а для управления республикой был создан триумвират, возглавленный Манином.
С конца 1848 года Манин руководил обороной Венеции от австрийцев, вновь занявших окрестности, показав себя умелым руководителем и благодаря преданности горожан выдержав долгую осаду. В марте 1849 года он был вновь избран президентом Венецианской республики, а после поражения сардинской армией под Новарой народное собрание проголосовало за продолжение сопротивления любыми способами, предоставив Манину диктаторские полномочия. В это время главным соратником Манина был неаполитанский генерал Гульельмо Пепе, решивший ослушаться приказа своего короля и защищать Венецию. Однако в мае венецианцы потеряли контроль над фортом Маргера, что вскоре позволило австрийцам начать бомбардировки самой Венеции; одна из бомб 19 июня угодила в пороховой склад, что вызвало сильный пожар. К бомбёжкам добавился голод и начавшаяся эпидемия холеры.

## Последние годы
24 августа 1849 года, когда положение города стало совсем безнадёжным, Манин согласился на почётную капитуляцию, согласно которой должен был сдать город австрийцам, взамен позволявшим ему, Пепе и ещё нескольким лидерам Республики отправиться в изгнание и не быть пленёнными. Спустя три дня он на борту французского корабля навсегда покинул Венецию.
Его жена умерла в Марселе. Он добрался до Парижа сломленным болезнью и почти нищим, потратив всё свое состояние в Венеции.
Остаток жизни он провёл в Париже, зарабатывая на жизнь преподаванием, и вскоре изменил свои взгляды с республиканских на монархические, будучи уверенным, что Италия сможет объединиться только под скипетром Савойской династии, под эгидой короля Виктора Эммануила, и стремясь найти во Франции поддержку для итальянского движения за объединение. В 1857 году вместе с Джорджио Паллавичино и Джузеппе Ла Фарина основал и возглавил Итальянское национальное общество с целью пропаганды идеи единства при монархии Пьемонта. Последние годы его жизни были омрачены проблемами со здоровьем и бедностью, а также тяжёлой болезнью его дочери, умершей в 1854 году.
В 1868 году, спустя два года после оставления австрийцами Венеции и одиннадцать лет после его смерти, останки Манина были перезахоронены в его родном городе с государственными почестями в Базилике Сан Марко. Манин стал первым человеком, похороненным там за последние триста лет.
Его сын Джорджо Манин (1831 — 1884) участвовал в «Экспедиции тысячи» под предводительством Гарибальди и был ранен в Калатафими.